# Distrito de Franklin
O Distrito de Franklin foi um distrito administrativo regional dos Territórios do Noroeste do Canadá. O distrito consistia de parte do Arquipélago Ártico Canadense, notadamente Ilha Ellesmere, Ilha Baffin, e Ilha Victoria. O distrito também continha as Penínsulas de Melville e Boothia.
Junto com o Distrito de Keewatin e Distrito de Mackenzie, foi um dos três distritos dos antigos Territórios do Noroeste antes da formação de Nunavut em 1999, através do qual o distrito deixou de existir.